# Communauté de communes du canton d'Oust
La communauté de communes du canton d'Oust est une ancienne communauté de communes française, située dans le département de l'Ariège et la région Occitanie. Créée en 2000, elle a fusionné au 1er janvier 2017 avec les intercommunalités de l'Agglomération de Saint-Girons, du Bas Couserans, du Canton de Massat, du Castillonais, du Seronnais 117, de Val'Couserans et du Volvestre Ariégeois pour former la Communauté de communes Couserans - Pyrénées.

## Composition
À sa disparition, la communauté de communes regroupait 8 communes :
| Nom             | Code Insee | Gentilé     | Superficie (km2) | Population (dernière pop. légale) | Densité (hab./km2) |
| --------------- | ---------- | ----------- | ---------------- | --------------------------------- | ------------------ |
| Seix (siège)    | 09285      | Seixois     | 86,78            | 719 (2014)                        | 8,3                |
| Aulus-les-Bains | 09029      | Aulusiens   | 52,24            | 154 (2014)                        | 2,9                |
| Couflens        | 09100      | Couflensois | 56,26            | 81 (2014)                         | 1,4                |
| Ercé            | 09113      | Ercéens     | 40,75            | 533 (2014)                        | 13                 |
| Oust            | 09223      | Oustois     | 18,97            | 540 (2014)                        | 28                 |
| Sentenac-d'Oust | 09291      | Sentenacois | 18,38            | 107 (2014)                        | 5,8                |
| Soueix-Rogalle  | 09299      | Soueissois  | 13,65            | 415 (2014)                        | 30                 |
| Ustou           | 09322      | Ustouens    | 98,34            | 311 (2014)                        | 3,2                |

## Sources
- Site officiel de la communauté de communes du canton d'Oust
- portail des communes de l'Ariège
- le splaf
- la base aspic